# Selbstbildnis ohne Bart
Selbstbildnis ohne Bart ist ein Selbstporträt des niederländischen Malers Vincent van Gogh. Es wurde 1889 gemalt, als er sich in Saint Rémy de Provence in der psychiatrischen Anstalt Saint-Paul-de-Musole aufhielt.

## Beschreibung
Auf diesem Gemälde sieht man Vincent van Gogh, der den Betrachter direkt anschaut. Er sitzt auf einem Stuhl, den man auf dem Bild nicht erkennen kann.
Im Gegensatz zu früheren Selbstbildnissen verzichtete van Gogh auf seinen leuchtend roten Bart. Stattdessen ist er auf dem Bild glatt rasiert zu sehen. Er präsentiert somit seine glatte und weiche Haut. Die Gesichtszüge sind intensiv und ausdrucksstark dargestellt.

## Malweise
Van Gogh malt mit kräftigen Farben, darunter Gelb, Ocker und ein leuchtendes braun. Diese kräftigen Farben sind charakteristisch für den postimpressionistischen Stil. Das Bild zeigt eine Mischung aus warmen (Gesicht) und kalten (Hintergrund) Farben. Der Hintergrund wirkt bewegt.

## Interpretation
Das Bild und vor allem das Fehlen seines charakteristischen Bartes kann auf verschiedene Weisen interpretiert werden:
- Vincent van Gogh befindet sich in einer Phase der Veränderung. So verändert sich auch sein Aussehen, mitunter sein Bart.
- Es könnte Ausdruck für innere Emotionen sein.
- Es könnte Ausdruck  psychischer Zustände während seines Aufenthalts in der Nervenheilanstalt Saint-Paul-de-Musole sein
- Trauriges Bild (Ausdruck)[3]

## Bedeutung und Einfluss
Dieses Werk ist eines der berühmtesten Selbstbildnisse van Goghs und gleichzeitig das drittletzte. Das Gemälde ist ein Beispiel für seine Fähigkeit, Emotionen durch Farben und Ausdruck auszudrücken und dabei seinen eigenen unverkennbaren Stil zu etablieren.
Heute hat dieses Werk einen großen Einfluss auf die Kunstwelt und gilt als ikonisches Selbstporträt.

## Wert
Das Bild wurde 1998 aus dem Nachlass von Jacques Koerfer für 71,5 Millionen US $ an einen unbekannten Bieter bei Christie’s in New York verkauft.